# Eastford
Eastford – miasto w Stanach Zjednoczonych, w stanie Connecticut, w hrabstwie Windham.